# Ricky Proffitt
Ricky Proffitt, también conocido como Ricky Rude (Ricky el grosero) es un piloto de automovilismo estadounidense que corre en la modalidad de carreras de camiones.
Es el campeón de la Bandit Big Rig Series de sus temporadas de 2017, 2018 y 2019.

## Trayectoria
Debutó en la temporada inicial de las Bandit Big Rig Series, en 2017. Se proclamó campeón con cinco victoria en 12 carreras, además de acabar en nueve en el top-5 y en todas ellas entre los diez primeros.
En 2018 repitió título de la Bandit Big Rig Series con tres victorias y acabando las diez carreras del año en el top-5.
En 2019 consiguió su tercer título tan solo por tres puntos frente a Mark Noble. En diez carreras consiguió dos victorias. Además, acabó todas ellas en el top-10, y en siete de ellas, en el top-5.

## Resultados

### Resultados en la Bandit Big Rig Series
| Año  | Vehículo  | Equipo         | Pos. |
| ---- | --------- | -------------- | ---- |
| 2017 | Peterbilt | Ricky Proffitt | 1    |
| 2018 | Peterbilt | Ricky Proffitt | 1    |
| 2019 | Peterbilt | Ricky Proffitt | 1    |

## Palmarés
Tricampeón de la Bandit Big Rig Series (2017, 2018 y 2019).

## Récords e hitos
Primer campeón, bicampeón y tricampeón de la Bandit Big Rig Series.
Piloto con más títulos de la Bandit Big Rig Series (3).
Piloto con más victorias de la Bandit Big Rig Series (10).

## Vida personal
Es hermano del también piloto de la Bandit Big Rig Series Darren Proffitt.